# Úrvalsdeild 1923
Úrvalsdeild 1923 byl 12. ročník nejvyšší islandské fotbalové ligy. Podeváté zvítězil Fram Reykjavík.

## Tabulka
| Poř. | Tým                | Z | V | R | P | VG | OG | B |
| ---- | ------------------ | - | - | - | - | -- | -- | - |
| 1.   | Fram Reykjavík     | 3 | 3 | 0 | 0 | 12 | 2  | 6 |
| 2.   | KR Reykjavík       | 3 | 2 | 0 | 1 | 8  | 4  | 4 |
| 3.   | Valur              | 3 | 0 | 1 | 2 | 3  | 10 | 1 |
| 4.   | Víkingur Reykjavík | 3 | 0 | 1 | 2 | 2  | 9  | 1 |